# Madison Reyes
Madison Reyes (25 de junho de 2004) é uma atriz e cantora conhecida por interpretar Julie Molina, protagonista da série Julie and the Phantoms, produzida pela Netflix, com apenas 16 anos de idade.

## Vida pessoal
Madison nasceu no Brooklyn, Nova York, e tem ascendência porto-riquenha, a qual sempre mostra ser muito orgulhosa. Atualmente, mora na Pensilvânia com seu pai, sua mãe e sua irmã mais nova.

## Carreira
Por mais que Julie and the Phantoms seja seu primeiro trabalho profissional como atriz, Madison contou em uma entrevista que fazia alguns musicais na escola e foi após um musical de O Rei Leão, onde interpretou a Jovem Nala, que se conformou que queria ser atriz e cantora. Depois de ler a biografia de Julie, uma jovem latina-americana, ela se sentiu "representada". 
Conversou com seus professores e teve apoio de todos, então Madison enviou seu vídeo para a audição. Ela tinha apenas 14 anos na época. Madison recebeu um e-mail dos produtores da série e logo após, uma ligação e ficou extremamente feliz em saber que Kenny Ortega, diretor da série, queria chamá-la para mais uma audição. Assim que suas provas acabaram, ela viajou para Los Angeles e conseguiu o papel.
Além de dar a vida a protagonista, escreveu junto com Charlie Gillespie, seu colega de elenco, a música Perfect Harmony, que entrou na trilha sonora da série. 

## Discografia

### Álbuns colaborativos de trilha sonora
| Título | Detalhes | Melhores posições nas paradas | Melhores posições nas paradas | Melhores posições nas paradas | Melhores posições nas paradas | Melhores posições nas paradas | Melhores posições nas paradas |
| Título | Detalhes | AUS                           | BEL (FL)                      | FRA                           | NLD                           | NZ                            | US                            |
| --- | --- | ----------------------------- | ----------------------------- | ----------------------------- | ----------------------------- | ----------------------------- | ----------------------------- |
| Julie and the Phantoms: Music from the Netflix Original Series | - Lançamento: 10 de setembro de 2020 - Gravadora: Maisie Music Publishing - Formatos: CD, download digital, streaming \| Faixas do álbum \| \| ---------------------------------------------------------------------------------------------------------------------------------------------------------------------------------------------------------------------------------------------------------------------------------------------------------------------------------------------------------------------------------------------------------------------------------------------------------------------------------------------------------------------------------------------------------------------------------------------------------------------------------------------------------------------------------------------------------------------------------------------------------------------------------------------------------------------------------------------------------------------------------------------------------------------------------------------------------- \| \| 1. Now or Never (Charlie Gillespie, Owen Patrick Joyner e Jeremy Shada) 2. Wake Up (Madison Reyes) 3. Bright (Madison Reyes, Charlie Gillespie, Owen Patrick Joyner e Jeremy Shada) 4. This Band is Back (Reggie's Jam) (Charlie Gillespie, Owen Patrick Joyner e Jeremy Shada) 5. Wow (Savannah Lee May) 6. Flying Solo (Madison Reyes, Charlie Gillespie, Owen Patrick Joyner e Jeremy Shada) 7. I Got the Music (Madison Reyes e Jadah Marie) 8. The Other Side of Hollywood (Cheyenne Jackson) 9. All Eyes on Me (Savannah Lee May) 10. Finally Free (Madison Reyes, Charlie Gillespie, Owen Patrick Joyner e Jeremy Shada) 11. Perfect Harmony (Madison Reyes e Charlie Gillespie) 12. Edge of Great (Madison Reyes, Charlie Gillespie, Owen Patrick Joyner e Jeremy Shada) 13. Unsaid Emily (Charlie Gillespie) 14. You Got Nothing to Lose (Cheyenne Jackson) 15. Stand Tall (Madison Reyes, Charlie Gillespie, Owen Patrick Joyner e Jeremy Shada) \| | 35                            | 47                            | 182                           | 57                            | 36                            | 163                           |
| Faixas do álbum | |                               |                               |                               |                               |                               |                               |
| | |                               |                               |                               |                               |                               |                               |
| 1. Now or Never (Charlie Gillespie, Owen Patrick Joyner e Jeremy Shada) 2. Wake Up (Madison Reyes) 3. Bright (Madison Reyes, Charlie Gillespie, Owen Patrick Joyner e Jeremy Shada) 4. This Band is Back (Reggie's Jam) (Charlie Gillespie, Owen Patrick Joyner e Jeremy Shada) 5. Wow (Savannah Lee May) 6. Flying Solo (Madison Reyes, Charlie Gillespie, Owen Patrick Joyner e Jeremy Shada) 7. I Got the Music (Madison Reyes e Jadah Marie) 8. The Other Side of Hollywood (Cheyenne Jackson) 9. All Eyes on Me (Savannah Lee May) 10. Finally Free (Madison Reyes, Charlie Gillespie, Owen Patrick Joyner e Jeremy Shada) 11. Perfect Harmony (Madison Reyes e Charlie Gillespie) 12. Edge of Great (Madison Reyes, Charlie Gillespie, Owen Patrick Joyner e Jeremy Shada) 13. Unsaid Emily (Charlie Gillespie) 14. You Got Nothing to Lose (Cheyenne Jackson) 15. Stand Tall (Madison Reyes, Charlie Gillespie, Owen Patrick Joyner e Jeremy Shada) | |                               |                               |                               |                               |                               |                               |

### Extended plays(EP)
| EP                                                                           | Detalhes |
| ---------------------------------------------------------------------------- | --- |
| All Kinds of Love                                                            | - Lançamento: 3 de junho de 2022 - Formatos: Download digital, streaming - Gravadora: Independente \| Faixas do extended play \| \| ---------------------------------------------------------------------------- \| \| 1. 3 2. Main Thing (com Jadah Marie) 3. Te Amo 4. Stars 5. All Kinds of Love \| |
| Faixas do extended play                                                      | |
|                                                                              | |
| 1. 3 2. Main Thing (com Jadah Marie) 3. Te Amo 4. Stars 5. All Kinds of Love | |

### Singles
| Ano  | Canção                         | Álbum                          |
| ---- | ------------------------------ | ------------------------------ |
| 2021 | "Dreaming of You"              | Não adicionado há nenhum álbum |
| 2021 | "Te Amo"                       | All Kinds of Love              |
| 2021 | "Main Thing" (com Jadah Marie) | All Kinds of Love              |
| 2023 | "Make It"                      | Não adicionado há nenhum álbum |

#### Singlespromocionais
| Ano  | Canção | Álbum                                                         |
| ---- | --- | ------------------------------------------------------------- |
| 2020 | "Edge of Great" (Elenco de Julie and the Phantoms part. Madison Reyes, Charlie Gillespie, Owen Patrick Joyner e Jeremy Shada) | Jlie and the Phantoms: Music from the Netflix Original Series |

## Ligações Externas
- Madison Reyes. no IMDb.
- Madison Reyes no Instagram
- Spotify: https://open.spotify.com/artist/52OQXvCMAJ0zqE2ZQrBTqC